# 乐镜宇
乐达聪（1872年—1954年），一名铎，号鏡宇（或境宇、敬宇），晚年自号晚香老人。北京人，祖籍浙江宁波府慈溪县。著名的制药专家，济南宏济堂（樂家老舖）创始人，出身于北京同仁堂樂氏家族三房。

## 经历
1902年，乐达聪捐官为山东候补道，结识山东巡撫杨士骥。
1907年，乐达聪借官银在济南魏家庄创建宏济堂。
1911年搬回北京，住在花枝胡同一號院，緊鄰濟南宏濟堂北京分舖。

## 家庭生活
乐达聪有三名妻子。
原配陳氏育有二子一女，二子为乐铁庵、乐绍虞，長女樂瑛，陳氏在樂瑛二歲時離世。
第二任夫人育有女兒樂香岩，在1949年以前逝世。
第三任夫人郭榕為收房丫頭，她和樂達聰無子嗣，抱养一瓦工孩子，名郭宝昌。郭寶昌以乐氏家族为原型，拍摄了电视剧《大宅门》。
還有一女子為山東杂技演员，鼻子曾因演出受伤，在濟南協助樂達聰成立宏濟堂，但不被樂達聰的母親承認，無子，1978年以後才去世。
樂達聰愛讀古書，重視傳統文化，因而為孩子安排私塾教育，課程包含文學、繪畫、書法、古琴、崑曲、舞劍等等，其中古琴教師聘請的是京城名師賈闊峰（黃勉之的弟子），樂瑛、樂香岩、郭榕、顧凱芝（樂鐵庵夫人）都彈古琴，其中以樂瑛琴藝最佳，有錄音傳世。

## 在流行文化中
乐达聪是电视连续剧《大宅门》中主角白景琦的原型。童年、少年和成年分别由演员耿思思、王冰和陈宝国饰演。